# ديربي سنتر (فيرمونت)
ديربي سنتر (بالإنجليزية: Derby Center, Vermont)‏ هي قرية تقع في الولايات المتحدة في ديربي (فيرمونت). يقدر عدد سكانها بـ 670 نسمة ومساحتها 3.8 كم2 وترتفع عن سطح البحر 309 متر.

## التركيبة السكانية
حدّد مكتب تعداد الولايات المتحدة بيانات التركيبة السكانية لديربي سنتر في تعداد الولايات المتحدة. في ما يلي، التركيبة السكانية حسب تعدادي 2000 و2010.

### تعداد عام 2000
بلغ عدد سكان ديربي سنتر 670 نسمة بحسب تعداد عام 2000، وبلغ عدد الأسر 283 أسرة وعدد العائلات 188 عائلة مقيمة في القرية. في حين سجلت الكثافة السكانية 184.6 نسمة لكل كيلومتر مربع (478.1/ميل2). وبلغ عدد الوحدات السكنية 295 وحدة بمتوسط كثافة قدره 81.3 لكل كيلومتر مربع (210.6/ميل2).
وتوزع التركيب العرقي للقرية بنسبة 97.46% من البيض و0.15% من الأمريكيين الأفارقة و0.45% من الأمريكيين الأصليين و0.30% من الأمريكيين ذوي الأصول الآسيوية و1.64% من عرقين مختلطين أو أكثر و0.60% من الهسبانيون أو اللاتينيون من أي عرق.
بلغ عدد الأسر 283 أسرة كانت نسبة 36.4% منها لديها أطفال تحت سن الثامنة عشر تعيش معهم، وبلغت نسبة الأزواج القاطنين مع بعضهم البعض 44.9% من أصل المجموع الكلي للأسر، ونسبة 15.5% من الأسر كان لديها معيلات من الإناث دون وجود شريك، بينما كانت نسبة 6% من الأسر لديها معيلون من الذكور دون وجود شريكة وكانت نسبة 33.6% من غير العائلات. تألفت نسبة 28.3% من أصل جميع الأسر من عدة أفراد يعيشون في نفس المنزل ونسبة 13.1% كانت تتألف من شخص يعيش بمفرده يبلغ من العمر 65 عاماً أو أكثر. وبلغ متوسط حجم الأسرة المعيشية 2.29، أما متوسط حجم العائلات فبلغ 2.72.
بلغ العمر الوسطي للسكان 37.4 عاماً. وكانت نسبة 25.4% من القاطنين تحت سن الثامنة عشر، وكانت نسبة 9.7% بين الثامنة عشر والرابعة والعشرين عاماً، ونسبة 26.4% كانت واقعةً في الفئة العمرية ما بين الخامسة والعشرين والرابعة والأربعين عاماً، ونسبة 19.4% كانت ما بين الخامسة والأربعين والرابعة والستين، ونسبة 15.7% كانت ضمن فئة الخامسة والستين عاماً فما فوق. يوجد لكل 100 أنثى 100.9 ذكر، ويوجد لكل 100 أنثى في الثامنة عشر من عمرها فما فوق 89.3 ذكر.
بلغ متوسط دخل الأسرة في القرية 27,865 دولارًا، أما متوسط دخل العائلة فبلغ 30,417 دولارًا. وكان متوسط دخل الذكور 30,192 دولارًا مقابل 16,375 دولارًا للإناث. وسجل دخل الفرد الخاص بالقرية 15,435 دولارًا. وكانت نسبة 5.2% من العائلات ونسبة 9% من السكان تحت خط الفقر، وكان من هؤلاء نسبة 7.1% تحت سن الثامنة عشر ونسبة 8.7% في الخامسة والستين من العمر وما فوق.

### تعداد عام 2010
بلغ عدد سكان ديربي سنتر 597 نسمة بحسب تعداد عام 2010، وبلغ عدد الأسر 271 أسرة وعدد العائلات 151 عائلة مقيمة في القرية. في حين سجلت الكثافة السكانية 164.5 نسمة لكل كيلومتر مربع (426.1/ميل2). وبلغ عدد الوحدات السكنية 295 وحدة بمتوسط كثافة قدره 81.3 لكل كيلومتر مربع (210.6/ميل2).
وتوزع التركيب العرقي للقرية بنسبة 98.99% من البيض و0.34% من الأمريكيين الأفارقة و0.34% من الأمريكيين الأصليين و0.34% من عرقين مختلطين أو أكثر.
بلغ عدد الأسر 271 أسرة كانت نسبة 26.2% منها لديها أطفال تحت سن الثامنة عشر تعيش معهم، وبلغت نسبة الأزواج القاطنين مع بعضهم البعض 38.7% من أصل المجموع الكلي للأسر، ونسبة 9.6% من الأسر كان لديها معيلات من الإناث دون وجود شريك، بينما كانت نسبة 7.4% من الأسر لديها معيلون من الذكور دون وجود شريكة وكانت نسبة 44.3% من غير العائلات. تألفت نسبة 37.3% من أصل جميع الأسر من عدة أفراد يعيشون في نفس المنزل ونسبة 12.2% كانت تتألف من شخص يعيش بمفرده يبلغ من العمر 65 عاماً أو أكثر. وبلغ متوسط حجم الأسرة المعيشية 2.12، أما متوسط حجم العائلات فبلغ 2.74.
بلغ العمر الوسطي للسكان 44.9 عاماً. وكانت نسبة 20.4% من القاطنين تحت سن الثامنة عشر، وكانت نسبة 7.5% بين الثامنة عشر والرابعة والعشرين عاماً، ونسبة 22.1% كانت واقعةً في الفئة العمرية ما بين الخامسة والعشرين والرابعة والأربعين عاماً، ونسبة 29.5% كانت ما بين الخامسة والأربعين والرابعة والستين، ونسبة 20.4% كانت ضمن فئة الخامسة والستين عاماً فما فوق. وتوزع التركيب الجنسي للسكان بنسبة 47.1% ذكور و52.9% إناث.